# Hadena germaniciae
Hadena germaniciae là một loài bướm đêm trong họ Noctuidae.